# 波你尼
波你尼（IAST：Pāṇini，意思是“波你人的后代”）是來自古代南亞健馱邏現在巴基斯坦地區的古代梵語文法家。(fl. 公元前4世紀）。 
他著名於對梵语语法学的貢獻，特別是在叫做《八篇书》（Aṣṭādhyāyī，意思是“八章”）的文法中對梵語構詞學用 3,959 個規則所做的公式化 ，它是吠陀宗教的輔助學科吠陀支的语法分支毗迦罗那的基礎文本。
《八篇书》是最早的已知梵語文法，儘管他提及了以前的文本如《溫那地經》、《界讀》和《群讀》。它是關於描述語言學、生成語言學最早的已知著作，和緊前於它的學科(尼禄多、尼犍豆、對支)一起代表了語言學史的開始。
波你尼的全面和科學的文法理論通過定義介入了古典梵語而通常被作為吠陀梵語時期結束的標誌。

## 八篇书
《八篇书》（अष्टाध्यायी Aṣṭādhyāyī），是波你尼文法的中心部分，并且迄今為止是最複雜的。它從詞語列表（《界讀》,《群讀》）中取得材料作為輸入，并描述了應用於其上用來生成合式(well-formed)詞的算法。它是高度系統化和技術性的。在它的生成方式中所固有的是音位、詞素和詞根的概念，這些概念大約兩千年后才被西方語言學家所認識。他的規則擁有完美的聲譽 — 就是說它們不帶有任何冗余的完全描述了梵語構詞學。他的文法關注簡潔性的結果是它有高度非直覺結構，讓人想起當代的“機器語言”(相對於“人類可閱讀的”編程語言)。他精湛的邏輯規則和技術方法在古代和現代語言學中有深遠的影響。
《八篇書》由 3,959 經句或規則構成，分布於八章之中，每章又分為四節或四 pada。
從在文本中的例詞，和依賴於討論上下文的一些規則，可辨析出波你尼的有關地理、文化和歷史語境的額外信息。

### 規則
前兩經句如下:
1.1.1 vṛ́ddhir āTaiC
1.1.2 aTeṆ guṇáḥ
在這些經句中，大寫字母是特殊的元語言學符號；它們叫做 IT 標號，也被后來作者如迦旃延那和波顛闍利叫做 anubandha(見后)。C 和 Ṇ 分別提及《濕婆經》中出現相同標號的地方，即第 4 (“ai, au, C”) 和第 3 (“e, o, Ṇ”) 經句，形成了所謂的 pratyāhāra aiC 和 eṆ。它們分別指示音位列表 ai, au 和 e, o。在兩經句中都出現的 T 也是一個 IT 標號: 它在經句 1.1.70 中定義為指示前面的音位不表示一個列表而表示一個單一音位，包含了所有超音段(supra-segmental)特征比如音高重音和鼻音化。例如，āT 和 aT 分別表示 { ā } 和 { a }。
因此這兩個經句由一個術語和跟隨的音位列表構成；這兩個經句的最終解釋為:
1.1.1: 技術術語 vṛ́ddhi 指示音位 { ā, ai, au }。
1.1.2: 技術術語 guṇa 指示音位 { a, e, o }。
從這里可看出它們是術語 guṇa 和 vṛ́ddhi 的定義，它們分別是印歐元音變換的完全和加長等級。

### 輔助文本
波你尼的《八篇書》有三個關聯文本。《濕婆經》是簡短但高度組織的音位列表。《界讀》和《群讀》是詞匯表，前者是按現在時類別而分類的動詞詞根，后者是按共性分組的名詞詞幹。

#### 濕婆經
《濕婆經》在前導於《八篇書》的最初十四行中描述了音位標記系統。這個標記系統介入了在梵語構詞學中充當特殊角色的不同的音位簇，并在整個文本中被提及。每個音位簇叫做 pratyāhara 結束於叫做 anubandha(所謂的 IT 索引)的啞音，它充當這個列表的符號指示者。在正文中，通過 anubandha 提及的這些簇與各種文法功能有關。

#### 界讀
《界讀》（dhātupāṭha）是服務於《八篇書》的梵語動詞詞根詞匯表。它按梵語的現在時分類來組織，就是說詞根言它們的現在時詞幹的形式分組。
梵語的十個現在時類別是:
1. bhūv-ādayaḥ (詞根-完全等級 thematic 現在時)
2. ad-ādayaḥ (詞根現在時)
3. ju-ho-ti-ādayaḥ (重復現在時)
4. div-ādayaḥ (ya thematic 現在時)
5. su-ādayaḥ (nu 現在時)
6. tuda--ādayaḥ (詞根-零等級 thematic 現在時)
7. rudh-ādayaḥ (n-中綴現在時)
8. tan--ādayaḥ (no 現在時)
9. krī-ādayaḥ (ni 現在時)
10. cur-ādayaḥ (aya 現在時，使役式)
多數類別直接繼承自原始印歐語。小數量的第 8 類動詞是起源自第 5 類詞根的次要分組，而第 10 類是特殊情況，可以形成第 10 類現在時的任何動詞都假定了使役性含義。特殊列出為屬於第 10 類的詞根是任何其他形式都脫離使用的詞根(使役性异相动词，形式被动但意义主动的动词)。

#### 群讀
《群讀》(gaṇapāṭha)是八篇書使用的原始名詞詞幹群組列表。

### 版本
- Otto Böhtlingk, 《Panini's Grammatik》 1887, reprint 1998 ISBN 3-87548-198-4
- Katre, Sumitra M., 《Astadhyayi of Panini》 Austin: University of Texas Press, 1987. Reprint Delhi: Motilal Banarsidass, 1989. ISBN 0-292-70394-5

## 波你尼和現代語言學
波你尼和后來的印度語言學家伐致呵利對梵語教授弗迪南·德·索緒爾提出的很多基本想法有重要影響，他被廣泛的認為是現代結構語言學之父。儘管 Prem Singh 在 1998 年重印版本的波你尼文法的德語翻譯中維持這種說法，George Cardona (賓夕法尼亞大學) 提出了相反的評價:“一直到我能目睹索緒爾的備忘錄，才證實了沒有波你尼式文法的直接影響。實際上，索緒爾有時追隨著同波你尼式處理相反的路線。”
诺姆·乔姆斯基總是為他現代概念的生成文法而致敬於波你尼。 在優選理論中，關於在特殊和一般約束之間的關係的假設被稱為“波你尼約束等級定理”。波你尼式文法還被用於非梵語語言。他的著作是現代形式語言理論(計算語言學)和形式文法的先驅，并且是計算的先驅。
波你尼一起使用元規則、變換和遞歸使得他的文法同現代圖靈機一樣嚴格。用來描述現代編程語言的巴科斯-瑙爾范式或 BNF 文法與波你尼文法規則有重大的相似性。波你尼的文法可以被認為是世界上的第一個形式系統，遠在十九世紀弗雷格革新和隨后的數理邏輯發展之前。為了設計他的文法，波你尼使用了“輔助符號”的方法，在其中指定新詞綴來標記語法范疇并控制文法推導。這種技術被邏輯學家 Emil Post 重新發現并且是現在計算機編程語言設計的標準方法。

## 引用
1. ↑  译名为波你尼。见《梵语文学史》，金克木著，江西教育出版社，ISBN 7539231505/I351·092；《印度哲学史》，黄心川著，商务印书馆，ISBN 7-100-00804-2
2. ↑  Frits Staal, Euclid and Pāṇini, 
Philosophy East and West, 1965;  R. A. Jairazbhoy, On Mundkur on Diffusion,  Current Anthropology (1979).
3. 1 2 3  Sanskrit Literature （页面存档备份，存于） The Imperial Gazetteer of India, v. 2, p. 263.
4. ↑  cf. Journal of the American Oriental Society, Vol. 120, No. 3, (Jul. - Sep., 2000), p. 465
5. ↑  ...happy to receive the honour in the land where his subject had its origin. "The first generative grammar in the modern sense was Panini's grammar", http://www.hinduonnet.com/fline/fl1825/18250150.htm （页面存档备份，存于）
6. ↑  約翰·J·奧康納; 埃德蒙·F·羅伯遜, ,  （英语） 2000.

## 延伸閱讀
- 轉寫版文本(在 Wikisource)
- 天城體文本(在 Wikisource)

## 參閱
- 梵語文法家
- 耶斯迦
- Pingala
- seṭ 和 aniṭ 詞根

## 外部連結
- PaSSim - Paninian Sanskrit Simulator simulates the Paninian Process of word formation
- The system of Panini （页面存档备份，存于）
- Ganakastadhyayi, a software on Sanskrit grammar, based on Panini's Sutras
- Indian Logic and Ontology: A Survey of Contemporary Studies （页面存档备份，存于）
- Forizs, L. Panini, Nagarjuna and Whitehead - The Relevance of Whitehead for Contemporary Buddhist Philosophy
- Video interview with Partha Niyogi on computers and Panini's grammar Designing Intelligence: Language Acquisition as a Model for Teaching Computers to Learn （页面存档备份，存于）
- PDF version of the 'Astadhyayi', with the 'Kashika', 'Nyasa' and 'Padamanjari' commentaries (Sanskrit) （页面存档备份，存于）